# Federico Helguera
Juan Antonio Federico Helguera (Buenos Aires, 13 de junio de 1823-San Miguel de Tucumán, 17 de agosto de 1892) fue un empresario y político argentino, gobernador de la provincia de Tucumán en dos períodos alternos.

## Biografía
Hijo de Crisanta Garmendia y del teniente coronel Gerónimo Helguera, guerrero de la independencia, fue bautizado en Buenos Aires el 18 de junio de 1823. En 1836, se trasladó con su padre, desterrado por participar en una revuelta contra Alejandro Heredia, a Copiapó, en Chile. Se educó en Santiago de Chile, tutelado por su tío, el general Francisco Pinto, quién presidió esa república. En 1838, ante el fallecimiento de su padre, debió interrumpir sus estudios, dedicándose al comercio y a la minería. En 1851, se trasladó a Tucumán, donde vivía su madre, por un año. Volvió a Chile hasta 1859, en que fijó su residencia definitiva en la provincia de Tucumán.
En 1864, contrajo matrimonio con Elvira Molina Cossio. De los seis hijos que tuvieron, lo sobrevivieron tres: Federico, Gerónimo y María Elvira Josefa Helguera Molina, reconoció un hijo natural, Aníbal Helguera Sánchez.
Fue diputado provincial en los períodos 1868-69, 1870-71,1875-76, 1879-80, 1882-83; senador provincial 1886; miembro del Consejo Deliberante del Gobierno de la Intervención Federal en 1887. Gobernador de la provincia de Tucumán en los períodos 1871-1873 y 1877-1878 (en que renunció); impulsó la instrucción pública y la beneficencia. Donó íntegramente sus sueldos para costear la escuela que luego llevaría su nombre y para embellecer los paseos de San Miguel de Tucumán.  
Sus vinculaciones con Chile le permitieron llegar a ser un activo mediador entre el comercio del norte argentino y el país trasandino, siendo pionero, entre otras cosas, de la exportación de tabaco, lo que impulsó en gran medida el surgimiento de la ciudad de Concepción, como centro agrícola del sur tucumano. Llegó a cruzar más de treinta veces la cordillera en su cometido empresarial. Las diversas actividades económicas que emprendió incluían el comercio de ultramarinos, la actividad ganadera, además de múltiples inversiones inmobiliarias.
Falleció el 17 de agosto de 1892 en San Miguel de Tucumán.